# Kjeld Holm
Kjeld Holm (* 18. Juli 1945 in Diernæs bei Hoptrup; † 2. Oktober 2024) war ein dänischer lutherischer Theologe und Bischof der Dänischen Volkskirche.

## Leben
Holm studierte an der Universität Aarhus und erwarb 1972 den Magistergrad in Ideengeschichte sowie 1974 das Examen in Theologie. Danach war Holm als lutherischer Pfarrer in Vejlby, einem Vorort von Aarhus, tätig und unund terrichtete nebenamtlich an der Theologischen Fakultät und am Predigerseminar Aarhus. Von Mai 1994 bis September 2015 war Holm Bischof im Bistum Aarhus.
Holm übersetzte Paul Tillichs Die verlorene Dimension ins Dänische und veröffentlichte zahlreiche Bücher, teilweise zusammen mit seinem Lehrer Johannes Sløk. Er wurde mit mehreren Orden und Preisen ausgezeichnet, unter anderem dem Dannebrogorden und dem Preis Lachs des Jahres (für das Schwimmen gegen den Strom) der Landesvereinigung LBGT Danmark.
Am 2. Oktober 2024 starb Kjeld Holm im Alter von 79 Jahren.